# Metaseiulus arceuthobius
Metaseiulus arceuthobius är en spindeldjursart som först beskrevs av Rodney Kennett 1963.  Metaseiulus arceuthobius ingår i släktet Metaseiulus och familjen Phytoseiidae. Inga underarter finns listade i Catalogue of Life.